# 나루세가와 나루
나루세가와 나루(成瀬川 なる)는 《러브히나》의 히로인으로, 한국어 더빙판 이름은 성만 뺀 나루. 성우는 호리에 유이 / 최덕희, 이선.

## 개요
케이타로와 마찬가지로 동경대를 지망하는 여학생. 이 작품의 히로인이다. 성적이 아주 좋다. 케이타로가 기숙사 관리인으로 오기 전에는 기숙사 학생들의 언니격으로 언제나 버팀목이 되어주기도 했다. 처음에는 케이타로를 싫어하나, 사건이 진행됨에 따라 좋아하게 된다. 자신의 기분을 솔직하게 잘 표현하지 못하는 것으로 보아 츤데레 성향의 캐릭터이다.